# Alexandre Tansman

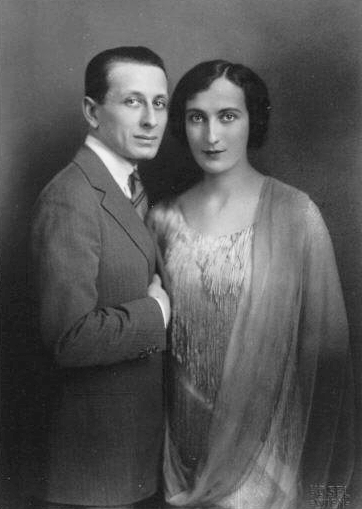
Alexandre Tansman med sin första hustru Anna Eleonora Brociner.

Alexandre (Aleksander) Tansman, född 11 juni 1897 i Łódź, död 15 november 1986 i Paris, var en polsk-fransk tonsättare.
Tansman var bosatt i Paris, där hans ytterst moderna verk (för orkester, kammarmusik, piano och sång) väckte uppmärksamhet. Han framträdde även som musikskriftställare.